# Giuseppe Lazzati
Pour les articles homonymes, voir Lazzati.
Giuseppe Lazzati (Milan, 22 juin 1909 - Milan, 18 mai 1986), est un homme politique, universitaire et journaliste italien, fondateur de l'Institut séculier du Christ-Roi. La cause pour sa béatification est en cours, et il est reconnu vénérable par l'Église catholique.

## Biographie
En 1931, Giuseppe Lazzati obtient une licence de lettres à Université catholique du Sacré-Cœur de Milan. Engagé dans sa foi, il sera pendant une dizaine d'années le président de l’Action catholique des jeunes de l'Archidiocèse de Milan. Désireux de se consacrer à une vie d'apostolat, il fait vœu de chasteté perpétuelle en 1939, et crée par la suite, avec quelques amis, une association de laïcs qui prendra le nom d’Institut séculier du Christ-Roi.
De 1943 à 1945, il est déporté dans les camps de concentration en Pologne et Allemagne, et s'illustre comme un homme plein de foi, réconfortant moralement et spirituellement ses compagnons. À la Libération, revenu en Italie, il est élu conseiller communal à Milan et député à l’Assemblée Constituante puis au Parlement de la République, portant les valeurs de la Démocratie chrétienne. 
Dans les années 1960, il collabore avec le cardinal Montini, futur pape Paul VI, sur des colloques théologiques. De 1961 à 1964, il occupe les fonctions de directeur du quotidien milanais L’Italia. Dans un même temps professeur à l'Université catholique de Milan, il devient le doyen de la Faculté de Lettres et de Philosophie, et enfin, en 1968, recteur de l'Université, succédant à Ezio Franceschini. 
Les dernières années de sa vie, malgré la détérioration de sa santé, il persévère dans son apostolat, notamment au sein de l'ermitage San Salvatore à Erba, où il repose aujourd'hui. 

## Béatification et canonisation

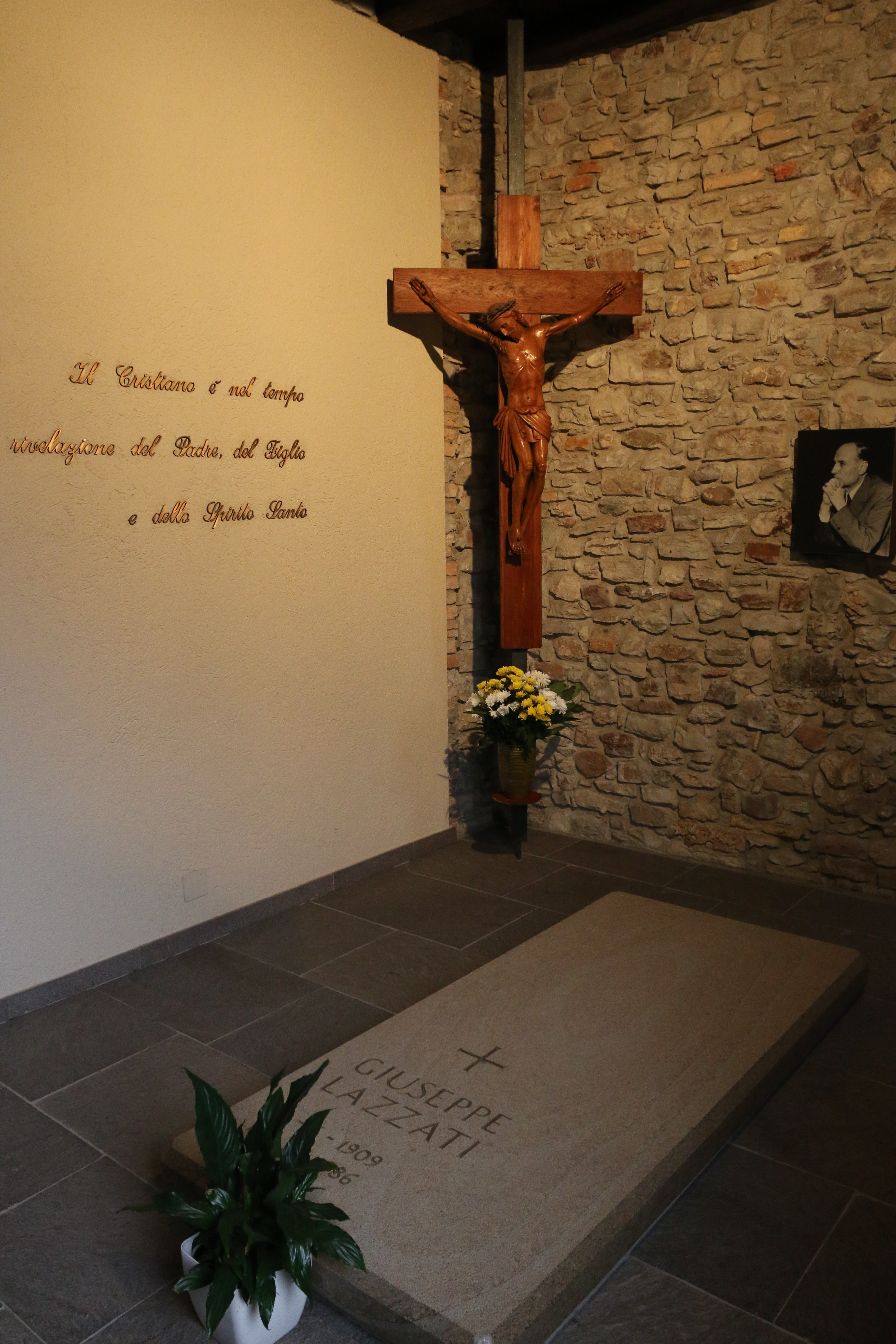
La tombe de Giuseppe Lazzati à l'ermitage San Salvatore d'Erba.

En 1991, l'Institut séculier du Christ-Roi s'est fait promoteur de la cause en béatification et canonisation de Giuseppe Lazzati. Celle-ci a été encouragée par le cardinal archevêque de Milan, Carlo Maria Martini.
Le 5 juillet 2013, le pape François a autorisé la Congrégation pour la cause des saints a promulguer un décret reconnaissant ses vertus héroïques, au titre duquel il est considéré comme vénérable par l'Église catholique.

## Sources
- http://nominis.cef.fr/contenus/saint/12810/Venerable-Giuseppe-Lazzati.html